# Мирослав Поповић
Мирослав Поповић (Земун, 1926 – Београд, јул 1985) био је српски романописац и приповедач.

## Биографија
Основно и средње образовање стекао је у Земуну. Као младом војном ухапшенику суђено му је пред војним судом, иако никакве везе није имао с војском. Спроведен је на Голи оток 1949. године, где је, потпуно невин, провео седам година. По повратку с робије завршио је славистику и једно време радио у земунској гимназији као професор књижевности. Писао је прозу и радио драме које су извођене под другим именом на Радио Београду.
Рукопис његовог романа „Судбине“ дуго је ишао од издавача до издавача, да би напокон, 1984. године, био објављен у Нолиту. Драматично сећање на голооточку робију, под називом „Удри банду“, штампано је тек постхумно 1988. године. То је била прва књига мемоарске прозе која је, у тадашњој Југославији, проговорила о зверствима која су се дешавала у затвору на овом острву. Њоме је на својеврстан начин отворена послератна комунистичка табу тема – Голи оток.
Београдски издавач „Гутембергова галаксија“ је 1997. године објавила његова сабрана дела у четири тома.

## Награде
- Нолитова награда за роман „Судбине“, 1985.[2]
- Награда Милош Црњански за роман "Судбине", 1985.
- Роман "Судбине" уврштен у десет романа деценије 1980-1990

## Дела
- Судбине, роман, Нолит, Београд, 1984,
- Тврдо небо, приповетке, Нолит, Београд, 1986,
- Удри банду, мемоарска проза, Филип Вишњић, Београд, 1988,
- Невесела прича, радио драме, Гутембергова галаксија, Београд, 2000.

## Преводи
- Мемоарска проза Удри банду: Les vauriens de Tito, превод на француски Pascale Delpech, Christian Bourgois, Paris, 1991.
- Роман Судбине: Les loups de Voïvodine, превод на француски Alain Capon, Gaïa, Larbey, 2002.
- Съдби, превод на бугарски језик Жела Георгиева, Стигмати, Софија. 2007.  978-954-336-038-3.